# Rozhovice
Rozhovice jsou obec v okrese Chrudim v Pardubickém kraji. Leží na úpatí Železných hor v nadmořské výšce 260–280 metrů. Obec své jméno dostala po svém zakladateli Rozhy. Žije zde 312 obyvatel.

## Historie
První písemná zmínka o obci pochází z roku 1131.

## Obyvatelstvo
| Rok            | 1869 | 1880 | 1890 | 1900 | 1910 | 1921 | 1930 | 1950 | 1961 | 1970 | 1980 | 1991 | 2001 | 2011 | 2021 |
| -------------- | ---- | ---- | ---- | ---- | ---- | ---- | ---- | ---- | ---- | ---- | ---- | ---- | ---- | ---- | ---- |
| Počet obyvatel | 372  | 387  | 433  | 427  | 431  | 432  | 400  | 267  | 291  | 285  | 274  | 253  | 248  | 264  | 287  |
| Počet domů     | 47   | 46   | 53   | 60   | 59   | 62   | 75   | 71   | 71   | 66   | 70   | 86   | 82   | 86   | 97   |

## Obecní správa
Mezi lety 1869–1975 Rozhovice byly obcí v okrese Chrudim. Od 1. ledna 1976 do 30. srpna 1990 patřily jako část města k Heřmanovu Městci a od 31. srpna 1990 jsou opět samostatnou obcí.

### Obecní symboly
Znak a vlajka byly obci uděleny rozhodnutím předsedy Poslanecké sněmovny Parlamentu České republiky dne 13. května 2003.

## Pamětihodnosti
- Kostel svatého Petra a Pavla – první zmínka v první polovině 12. století, v letech 1969–1979 uvnitř Vojmír Vokolek vytvořil rozsáhlou moderní fresku zobrazující fyzické i duchovní hladovění lidstva (dole živoří chudí z odpadků, nahoře si v blahobytu užívá smetánka společnosti – populární zpěváci a herci, obchodníci, kosmonaut)[8], v letech 2002–2005 byl kostel zrestaurován.

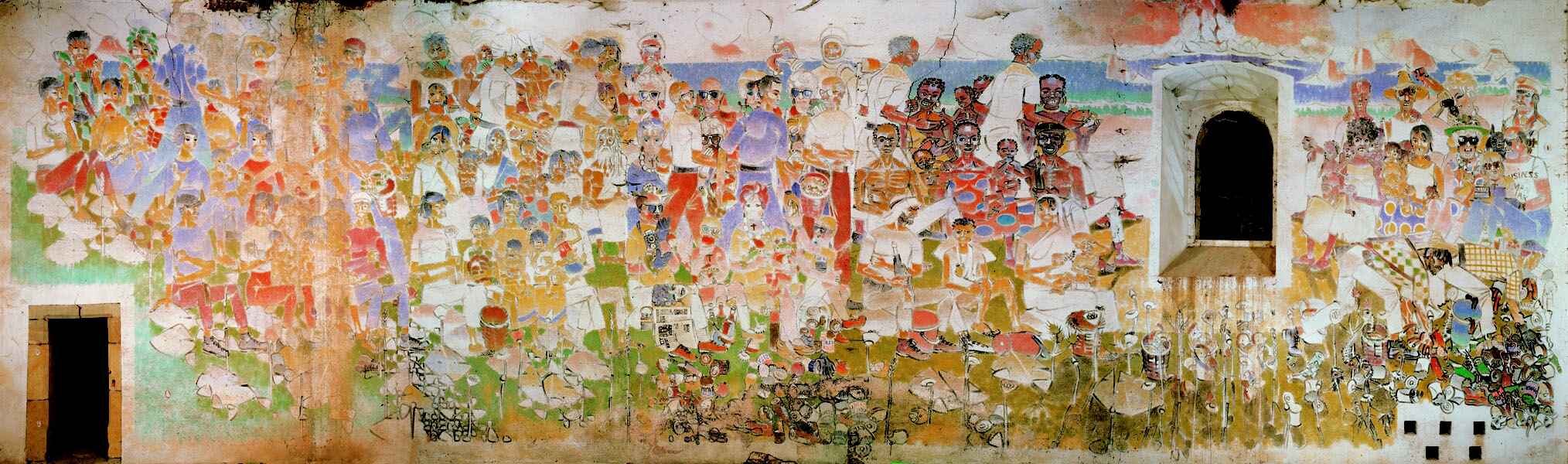
Vojmír Vokolek: Hlad

V obci můžeme na návsi najít památník věnovaný padlým v 1. světové válce.

## Významné osobnosti obce
- Adolf Klančík (1910–1970), pedagog a těsnopisec
- František Kočí (1880–1946), soudce a vrchní ředitel věznice Bory v Plzni